# Осица (беспилотна летелица)
Осица је српски даљински пилотирани ваздухоплов са бојевом главом за једнократну употребу, у јавности познат још и као беспилотна летелица "камиказа" или "самоубица".

## Опис
Осица представља даљински пилотирани ваздухоплов са бојевом главом за једнократну употребу, тј. вођено убојно средство намењено за уништавање оклопљених циљева на земљи кумулативном бојевом главом.

## Развој
Летелица је настала интегрисањем бојеве главе са ручног бацача "Оса" на ваздухопловну платформу.
"Осица" се може поредити са летелицама које се тренутно користе у зони конфликта у Украјини, а сличног су типа и концепта, тј. одликује их једноставан коцепт, мала цена и масовна производња.

## Карактеристике
- Погон: електро мотор
- Максимална полетна маса: 8 килограма
- Оперативна брзина лета: 120 km/h
- Оперативна висина лета: до 500 m изнад тла
- Истрајност лета: Више од 30 минута
- Радијус дејства: 20 km
- Бојева глава: Кумулативна бојева глава 90 милиметара - ОСА.
- Пробојност: Панцирна мета дебљине 500 милиметара
- Оптоелектронски систем: Електро-оптичка камера са функцијом праћења циља
- Управљање: Бежични радио линк[2][3]